# Кубок Австрії з футболу 1920—1921
Кубок Австрії з футболу 1920—1921 — 3-й розіграш турніру. Переможцем змагань вперше став столичний клуб «Аматоре».

## Чвертьфінали
| Переможці          | Рахунок | Переможені      |
| ------------------ | ------- | --------------- |
| «Аматоре»          | 2:0     | «Штокерау 07»   |
| «Вієнна»           | 4:1     | «Рудольфшюгель» |
| «Вінер Шпорт-Клуб» | 2:1     | «Вінер АФ»      |
| «Флорідсдорфер»    | 1:0     | «Герта»         |

## Півфінали
| Переможці          | Рахунок | Переможені      |
| ------------------ | ------- | --------------- |
| «Аматоре»          | 3:1     | «Вієнна»        |
| «Вінер Шпорт-Клуб» | 3:2     | «Флорідсдорфер» |

## Фінал
| 10 липня 1921 |

| «Аматоре»             | 2 — 1 | «Вінер Шпорт-Клуб» |
| --------------------- | ----- | ------------------ |
| 30' Гансль 31' Сватош |       | 67' Бар            |

| «Гоге Варте», Відень Глядачів: 15 000 Арбітр: Давід Грюнбаум |

| Аматоре      |                       |
|              |                       |
| ВР           | Вільгельм Майсль      |
| ЗХ           | Альберт Гейкенвельдер |
| ЗХ           | Александер Попович    |
| ПЗ           | Карл Геєр             |
| ПЗ           | Єне Конрад            |
| ПЗ           | Отто Фухс             |
| НП           | Гуго Вецера           |
| НП           | Франц Гансль          |
| НП           | Кальман Конрад        |
| НП           | Фердінанд Сватош      |
| НП           | Фрідріх Кек           |
| Тренер:      |                       |
| Артур Пройсс |                       |

| Вінер            |                  |
|                  |                  |
| ВР               | Едуард Кангеузер |
| ЗХ               | Йозеф Тойфель    |
| ЗХ               | Ріхард Бер       |
| ПЗ               | Йоганн Бар       |
| ПЗ               | Франц Ловрак     |
| ПЗ               | Франц Планк      |
| НП               | Леопольд Гібіш   |
| НП               | Йоганн Кангеузер |
| НП               | Карл Кангеузер   |
| НП               | Гергет           |
| НП               | Ернст Нетука     |
| Тренер:          |                  |
| Вільгельм Шмігер |                  |